# Oswald Wiersich
Oswald Wiersich (Brockau, hoy Brochów, 1 de septiembre de 1882-Berlín-Plötzensee, 1 de marzo de 1945) fue un sindicalista y miembro de la resistencia alemana al nazismo.

## Biografía
Ya como aprendiz en Ingeniería Mecánica Oswald Wiersich fue parte del movimiento obrero. Fue un empleado de su asociación de profesionales y desde 1912 fue un representante del Sindicato Alemán de Trabajadores Metalúrgicos en Breslavia hasta la toma de poder de los nacionalsocialistas. En 1923 se convirtió en secretario del distrito de Silesia de la Federación General Alemana de Sindicatos (Allgemeiner Deutscher Gewerkschaftsbund). En los años 1920 fue diputado del Partido Socialdemócrata de Alemania (SPD) en el Parlamento regional de Prusia.
Dos meses después de la toma de poder de los nacionalsocialistas Wiersich fue detenido por un mes, junto con otros sindicalistas y socialdemócratas. Después de su arresto ya no tenía un puesto de trabajo. Realizó trabajos auxiliares y organizó la resistencia de los sindicatos a los nazis en Silesia en la clandestinidad. En 1934 trabajó de contable y se esforzó en consolidar los contactos entre los sindicalistas de Silesia. Tenía una estrecha relación con Wilhelm Leuschner. Personalidades importantes del fracasado atentado del 20 de julio de 1944 frecuentemente se encontraron en el apartamento de Wiersich, pero Wiersich no fue involucrado en el atentado. Sin embargo, después del fracaso del atentado Wiersich fue detenido por sus contactos con Michael Graf von Matuschka, Fritz-Dietlof Graf von der Schulenburg y el sindicalista Fritz Voigt. Fue condenado a muerte y ejecutado el 1 de marzo de 1945 en Berlín-Plötzensee.